# Équipe cycliste Colombia Potencia de la Vida-Strongman
L'équipe cycliste Colombia Potencia de la Vida-Strongman est une équipe cycliste colombienne, créée en 2020 et avec le statut d'équipe continentale en 2020 et depuis 2022.
Une équipe cycliste féminine homonyme existe depuis 2022.

## Principales victoires
- Tour de Colombie : Rodrigo Contreras (2023)

## Classements UCI
L'équipe participe aux épreuves des circuits continentaux et en particulier de l'UCI America Tour. Les tableaux ci-dessous présentent les classements de l'équipe sur les différents circuits, ainsi que son meilleur coureur au classement individuel.
UCI America Tour
| UCI America Tour | UCI America Tour       | UCI America Tour                          | UCI America Tour |
| Année            | Classement par équipes | Meilleur coureur au classement individuel |                  |
| ---------------- | ---------------------- | ----------------------------------------- | ---------------- |
| 2020             | 6e                     | Nelson Soto (63e)                         |                  |
| 2022             | 9e                     | Germán Darío Gómez (43e)                  |                  |
|                  |                        |                                           |                  |
| Source : UCI     |                        |                                           |                  |

L'équipe est également classée au Classement mondial UCI qui prend en compte toutes les épreuves UCI et concerne toutes les équipes UCI.
| Classement mondial | Classement mondial     | Classement mondial                        | Classement mondial |
| Année              | Classement par équipes | Meilleur coureur au classement individuel |                    |
| ------------------ | ---------------------- | ----------------------------------------- | ------------------ |
| 2020               | 101e                   | Nelson Soto (850e)                        |                    |
| 2022               | 89e                    | Germán Darío Gómez (513e)                 |                    |
|                    |                        |                                           |                    |
| Source : UCI       |                        |                                           |                    |

## Colombia Tierra de Atletas-GW-Shimano en 2022
| Cycliste                | Date de naissance | Nationalité | Équipe 2021                              |  |
| ----------------------- | ----------------- | ----------- | ---------------------------------------- |  |
| Darwin Atapuma          | 15 janvier 1988   | Colombie    | Colombia Tierra de Atletas-GW Bicicletas |  |
| Freddy Avila            | 13 juin 2003      | Colombie    |                                          |  |
| Yeisson Casallas        | 7 février 2000    | Colombie    | Colombia Tierra de Atletas-GW Bicicletas |  |
| Frank Flórez            |                   | Colombie    |                                          |  |
| Germán Darío Gómez      | 8 mars 2001       | Colombie    |                                          |  |
| Brayan Hernández        | 11 mars 1997      | Colombie    | Colombia Tierra de Atletas-GW Bicicletas |  |
| Andrés Mancipe          | 10 juillet 2002   | Colombie    |                                          |  |
| Omar Mendoza            | 25 novembre 1989  | Colombie    | Colombia Tierra de Atletas-GW Bicicletas |  |
| Brayan Molano           | 7 janvier 2003    | Colombie    |                                          |  |
| Wilson Peña             | 7 avril 1998      | Colombie    | Colombia Tierra de Atletas-GW Bicicletas |  |
| Rafael Pineda           | 22 avril 1999     | Colombie    | Colnago CM Team                          |  |
| Edgar Pinzón            | 25 mai 2001       | Colombie    |                                          |  |
| Óscar Quiroz            | 3 juillet 1994    | Colombie    | Colombia Tierra de Atletas-GW Bicicletas |  |
| Jhoan Sebastian Ramírez | 10 décembre 2000  | Colombie    |                                          |  |
| Cristian Rico           | 29 juin 2001      | Colombie    |                                          |  |
| Nelson Soto             | 19 juin 1994      | Colombie    | Colombia Tierra de Atletas-GW Bicicletas |  |
| Brayan Vargas           | 7 juillet 2003    | Colombie    |                                          |  |